# Józef Łabuz
Józef Łabuz (ur. 19 marca 1903 w Radogoszczy, zm. 12 maja 1972) – komunistyczny polityk, poseł na Sejm Ustawodawczy (1947–1952) i Sejm PRL III kadencji (1957–1961).

## Życiorys
Syn Anastazego i Katarzyny. W latach 1924–1928 studiował historię i socjologię na Uniwersytecie Jagiellońskim. Od 1923 współdziałał z rewolucyjnym ruchem robotniczym i chłopskim. W latach 1925–1926 był współzałożycielem organizacji młodzieży chłopskiej „Orka”. W tym czasie redagował „Naszą Prawdę”, „Przednówek” i „Młodą Gromadę”. Od 1924 do 1928 studiował historię i socjologię na UJ. Od 1925 należał do nielegalnego Związku Młodzieży Komunistycznej, w 1926 wstąpił do KZMP, a w 1927 do Komunistycznej Partii Polski, w której był funkcjonariuszem Okręgowego Wydziału Rolnego w Krakowie i Centralnego Wydziału Rolnego oraz Centralnego Wydziału Propagandowego KC KPP; działał również w Niezależnej Partii Chłopskiej i Lewicy Chłopskiej „Samopomoc”. W latach 1929–1930 był kierownikiem redakcji „Chłopskiego Życia” organu centralnego Samopomocy. Aresztowany w styczniu 1930 został skazany na 9 miesięcy więzienia. W latach 1933–1934 był sekretarzem okręgowym KPP w Lublinie. Po przeniesieniu do Warszawy pracował jako członek Wydziału Rolnego, a później Wydziału Propagandy KC KPP. Współpracował jako redaktor w nielegalnych wydawnictwach KPP „Gromada” i „Czerwony Sztandar” oraz w wydawnictwach legalnych Frontu Ludowego takich jak „Nowa Wieś” w Krakowie, „Jedność” w Płocku i „Dziennik Popularny” w Warszawie. Aresztowany w 1937 został skazany na 6 lat więzienia. Na skutek wybuchu wojny odzyskał wolność. 
Podczas okupacji nawiązał łączność z ZWZ - pisał do podziemnego biuletynu w Tarnowie. W 1942 organizował PPR i Gwardię Ludową, której współzałożycielem był w woj. krakowskim.

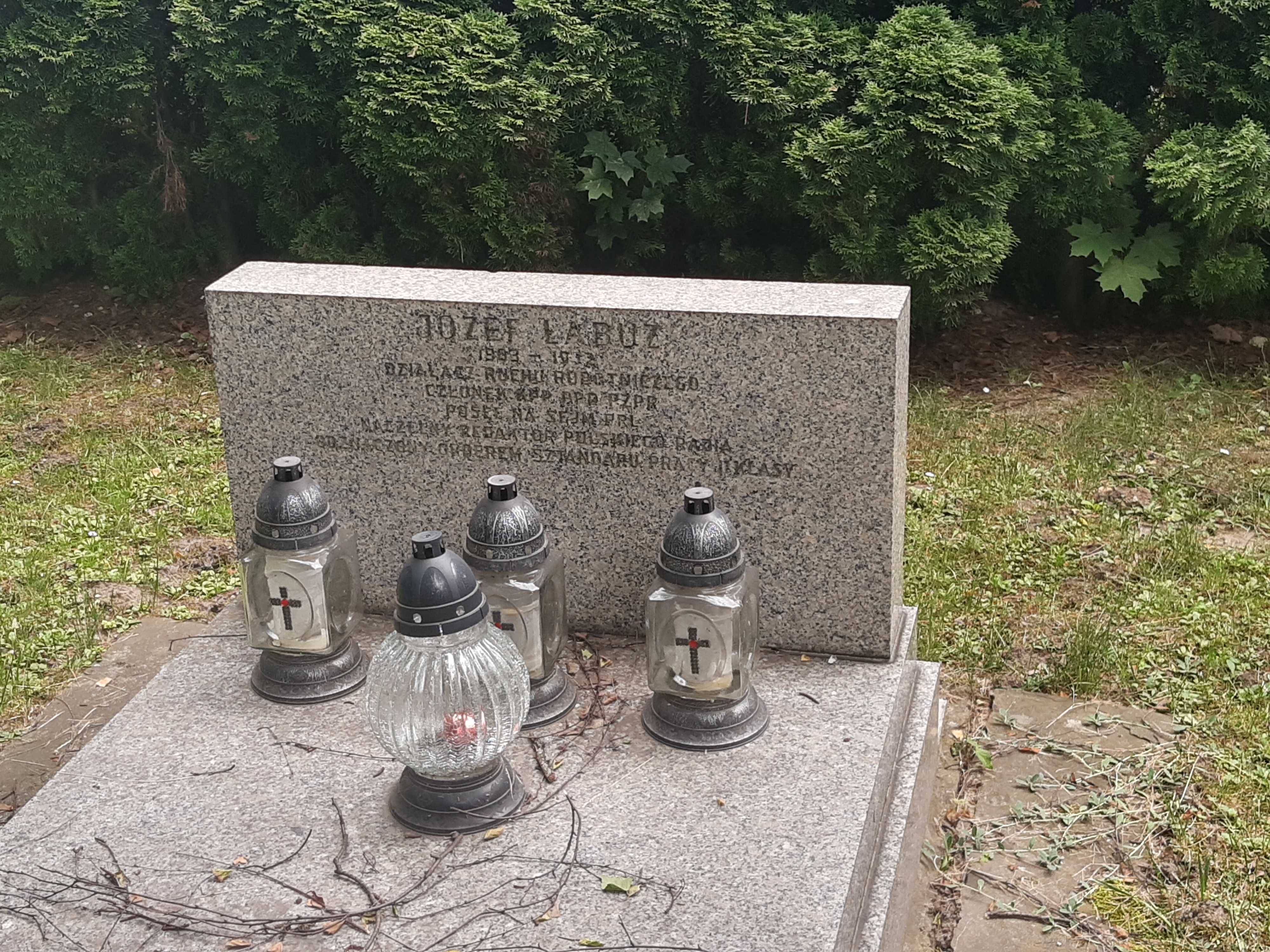
Grób Józefa Łabuza na cmentarzu Rakowickim

Po wojnie był starostą powiatowym Nowego Sącza (1945–1947). Od 1948 w PZPR. Od grudnia 1948 do maja 1949 kierownik Wydziału Rolnego Komitetu Wojewódzkiego PZPR w Krakowie. W latach 1949–1953 był kierownikiem programowym i zastępcą dyrektora Polskiego Radia w Krakowie, w latach 1953–1956 redaktorem „Życia Literackiego”, w latach 1956–1967 naczelnym redaktorem Polskiego Radia w Krakowie i członkiem Komitetu do Spraw Radia i Telewizji. Dwukrotnie pełnił mandat posła na Sejm: 1947–1952 i 1957–1961. 
Pochowany w alei zasłużonych cmentarza Rakowickiego w Krakowie (kwatera LXVII-zach. 1-1).

## Ordery i odznaczenia
- Złoty Krzyż Zasługi (dwukrotnie: 12 czerwca 1946[3], 20 lipca 1955[4])
- Złota Odznaka „Za Pracę Społeczną dla miasta Krakowa” (1965)[5]